# 納拉姆辛
納拉姆辛（一作納拉姆新；阿卡德語： 𒀭𒈾𒊏𒄠𒀭𒂗𒍪 （Naram-Suen)，亦作Narām-Sîn、Naram-Sin；在位時間為前2254年—前2218年；一作前2280年—前2244年），薩爾貢之孫，阿卡德帝國的第四任統治者。納拉姆辛繼承了薩爾貢的偉業，繼續擴展阿卡德帝國的版圖，令國勢達至頂峰。他是第一位自封為神的美索不達米亞國王（「辛」一詞為神的意思），亦第一個被稱作「四方之王」的統治者。他與美盧哈（Meluhha）進行貿易，「美盧哈」很可能是指印度河流域文明。他亦控制了波斯灣沿岸一帶的一大片土地。納拉姆辛打敗位於波斯灣南部盡頭的馬根（Magan，一作馬干）國王，並征服托魯斯山脈北部的高山部落。他於納加爾（Nagar，現今敘利亞的Tell Brak）及尼尼微設立行政中心。
根據中年表推算，納拉姆辛在位三十七年，《蘇美王表》則稱其統治五十四年。
根據美索不達米亞神話《阿卡德的詛咒》，女神伊南娜於納拉姆辛洗劫在尼普爾的埃庫爾（Ekur，該處為尼普爾之神恩利爾的神廟）後，放棄了對阿卡德帝國的前度首都的眷顧。盛怒之下，恩利爾從底格里斯河以東的山上把庫提人（Gutians，一譯古蒂）帶來，將瘟疫、飢荒及死亡傳遍整個兩河流域。為阻止這場大禍，八位神祇決定阿加德（Agade，阿卡德人的城市）必須破毀，令其他城市免於災禍。此故事帶有神話色彩，但亦顯示出當時庫提人已經常侵擾阿卡德帝國。
納拉姆辛死後，庫提人入侵阿卡德帝國。公元前2153年，整個阿卡德帝國落入庫提人手中，庫提人於當地統治了約半個世紀後，又被新蘇美爾帝國（亦即烏爾第三王朝）推翻。  

## 與納拉姆辛有關的古物
在納拉姆辛勝利石碑（如图所示）中，戴著有角頭盔者為納拉姆辛，以表示他是神王（god-king）。他在士兵及敵人之上，一步步登上山頂。此石碑於於公元前12世紀被埃蘭國王舒特魯克·納克杭特奪去。現時石碑的頂部雖然已經殘缺，但仍能表現出納拉姆辛自豪、光榮及神聖的一面。此石碑這可能這是第一件將國王描述成神明的古文物。納拉姆辛勝利石碑六尺七寸高，材料為粉紅色石灰岩。在構圖上石碑並非採用水平構圖，而是自左下角至右上角而上，以表達出納拉姆辛崇高的地位。此石碑於蘇薩出土，現存羅浮宮博物館。
另一幅同樣刻有納拉姆辛的淺浮雕（bas-relief）於土耳其迪亞巴克爾（Diarbekr）東北部數里——皮爾·古桑（Pir Hüseyin）被發現，記錄了納拉姆辛對胡里人（Hurrian）的征服。
| 前任： 玛尼什图苏 也可能是瑞穆什 | 阿卡德王 | 继任： 沙尔卡利沙瑞 |

## 資料來源
1. 1 2 3  塞頓·勞埃德（Seton Lloyd）著，楊建華譯，黃菊元校（1990年）：《美索不達米亞考古》，125頁，北京：文物出版社。
2. 1 2  Victory Stele of Naram-Sin – Near Eastern Antiquities  Louvre Museum 的存檔，存档日期2010-09-16.
3. ↑  蒯世𤈇（1996年）：《新編中外歷史大系手冊》，213頁，北京：社會科學文獻出版社，ISBN 7-80050-570-7。
4. ↑  趙樹賢（2003年）：《巴比倫：沉睡文明的夢與醒》，14-15頁，北京：世界知識出版社。
5. ↑  Babylonian Life and History, by E. A. Wallis Budge
6. ↑  Julian Reade. . British Museum Press. 2000: 67–69. ISBN 0714121819. OCLC 43501084.

## 外部連結
- Victory Stele of Naram-Sin – Near Eastern Antiquities  Louvre Museum
- Victory Stele of Naram-Suen